# Robert Louis-Dreyfus

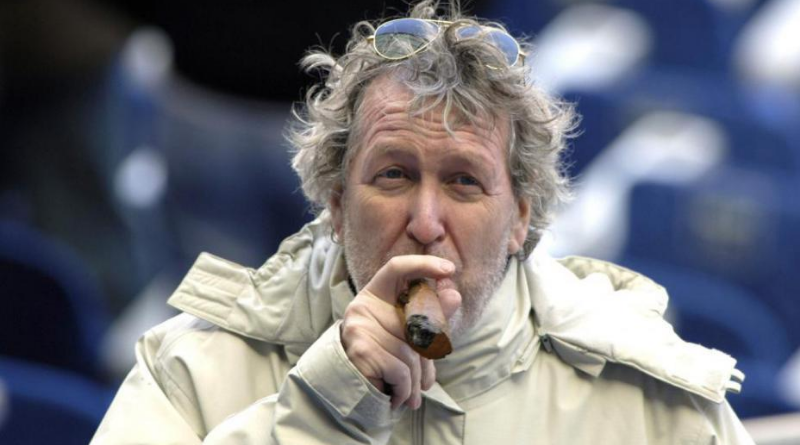
Robert Louis-Dreyfus (2006)

Robert Louis-Dreyfus (auch RLD; * 14. Juni 1946 in Paris; † 4. Juli 2009 in Zürich) war ein französisch-schweizerischer Unternehmer.

## Leben
Robert Louis Maurice Louis-Dreyfus wurde 1946 als Sohn von Jean Louis-Dreyfus (1908–2003) in Paris geboren. Er besuchte das Lycee Marcel Roby in Saint-Germain-en-Laye und das EDC Paris Business School. Von 1971 bis 1973 studierte er Betriebswirtschaft an der Harvard Business School mit MBA-Abschluss. 1973 trat er in die Familienfirma Louis-Dreyfus S.A. ein. Von 1982 bis 1988 war er Chief Operating Officer (COO), später Chief Executive Officer (CEO) des US-amerikanischen Pharmamarktforschungsunternehmens IMS, von 1989 bis 1993 CEO von Saatchi & Saatchi.
Von April 1993 bis 2001 war Louis-Dreyfus Vorstandsvorsitzender von Adidas, führte den angeschlagenen Sportartikelkonzern aus der Verlustzone und brachte ihn 1995 an die Börse.
Ab 1996 war Louis-Dreyfus der größte Anteilseigner am französischen Fußballklub Olympique Marseille, zudem Vorstandsmitglied beim belgischen Verein Standard Lüttich. Ab 2000 führte er die Familien-Holding der Louis Dreyfus Group. Bis 2004 war er Anteilseigner (35 Prozent) und Vorsitzender des Aufsichtsrates des Telekommunikationsunternehmens Neuf Cegetel.
Louis-Dreyfus war in zweiter Ehe mit Margarita Louis-Dreyfus verheiratet und hatte drei Kinder. Seine Cousine ist die Schauspielerin Julia Louis-Dreyfus. Er starb an einer Leukämieerkrankung.
Am 16. Oktober 2015 schrieb Der Spiegel, die Vergabe der Fußball-Weltmeisterschaft 2006 nach Deutschland sei „mutmaßlich gekauft“ worden, und verdächtigte Louis-Dreyfus, maßgeblich involviert gewesen zu sein. Der Deutsche Fußball-Bund wies die Vorwürfe zurück.